# 小笠原長治 (次郎右衛門尉)
小笠原 長治（おがさわら ながはる）は、戦国時代から安土桃山時代の武将。石見小笠原氏の重臣。

## 生涯

### 前半生
石見小笠原氏当主・小笠原長隆の子である小笠原長実の子として生まれる。従兄弟の小笠原長雄と、その子・小笠原長旌に仕えた。
永禄7年（1564年）、石見小笠原氏家臣の平田治家（彦兵衛尉）の元服の際には長治が加冠を行い、「治」の偏諱を与えている。
天正7年（1579年）3月7日、石見国安濃郡川合南の九日名は戦乱のために荒れ果てていたところを井原縁信が再開発した土地であるとして、父・長実と共に当主・小笠原長旌の了解を得て下作職を井原新十郎に与え、諸役・段銭等は共に惣地下並にすると伝える。

### 吉川経言養子縁組問題
長らく石見小笠原氏当主・長旌に後継となる男子がいなかったことから、長旌の養子として吉川元春の四男・吉川松寿丸を長旌の養子としたい旨を、市川春俊を通じて申し入れた。しかし、松寿丸が天正6年（1578年）に死去したため、長治は元春の三男・吉川経言（広家）の入嗣を要請したが、天正7年（1579年）に宇喜多直家と南条元続が毛利氏から離反したことで、南条元続討伐のために元春や元長が伯耆国や因幡国等へ出陣することとなったため、この時は経言の石見小笠原氏入嗣の話はまとまらなかった。
天正8年（1580年）8月、長治ら石見小笠原氏の重臣は合議し、小笠原長秀、小笠原元枝、小笠原長往、小笠原長益、小笠原長治、小笠原長貞、小笠原長扶、小笠原長江、小笠原長秋の9名が加判した連署起請文を提出し、重ねて経言の石見小笠原氏入嗣を要請した。また、翌9月には長秀、長往、長江、元枝、長治の5人が連署書状を市川春俊に送り、元春への取り成しを依頼した。
天正9年（1581年）1月7日、長旌の祖母の反対により話がまとまらないとして、説得に努めるよう長旌から命じられる。同年3月、経言の入嗣に関して吉川氏側は経言の入嗣に納得し、石見小笠原氏側の意向が変わっていなければ、小早川隆景や口羽通良らと談合し、毛利輝元の許可得た上で決定するとの元春の返答が長治と長秋に送られている。しかし、同年6月に輝元の強硬な反対を受け、経言の石見小笠原氏入嗣の話は白紙となった。なお、この時輝元は長治について、さし当たっては毛利氏に忠誠を尽くしているが、本心ではどう考えているか分からず、長治の内心は信用できないと述べている。
その後、小笠原元枝が佐草兵部少輔に宛てた年不詳8月11日付の書状（佐草家文書）において、毛利輝元の命により小笠原長治が自害した旨が記されており、長治自害の時期は養子縁組問題が終息した天正10年（1582年）と考えられている。また、天正10年比定9月28日付で小笠原長旌が井原経信に宛てた書状（庵原家文書）によると、井原経信が長治に加担した子・井原十郎右衛門を勘当した処置を長旌が承認し、今後は井原縁信を取り立てる旨を述べている等、長治に加担した者に対する処置も行われている。